# Wally Ardron
Pour les articles homonymes, voir Ardron.
Wally Ardron (né le 19 septembre 1918 à Swinton dans le Yorkshire du Sud, et mort en 1978) est un footballeur anglais qui évoluait au poste d'attaquant.

## Biographie
Wally Ardron joue en faveur des clubs de Rotherham United et Nottingham Forest. Il dispute un total de 305 matchs en championnat, inscrivant 221 buts.

## Palmarès
| Rotherham United - Championnat d'Angleterre D3 : - Vice-champion : 1946-47 (nord) et 1947-48 (nord). - Meilleur buteur : 1948-49 (29 buts). |  | Nottingham Forest - Championnat d'Angleterre D3 (1) : - Champion : 1950-51 (sud). - Meilleur buteur : 1950-51 (36 buts). |